# Khammam
Khammam ist eine Stadt im indischen Bundesstaat Telangana.
Die Stadt ist Teil des Distrikt Khammam. Khammam hatte den Status einer Municipality und ist seit 2012 eine Municipal Corporation. Die Stadt ist in 11 Wards gegliedert.

## Demografie
Die Einwohnerzahl der Stadt liegt laut der Volkszählung von 2011 bei 184.210 und die der Metropolregion bei 262.255. Khammam hat ein Geschlechterverhältnis von 1026 Frauen pro 1000 Männer und damit einen für Indien seltenen Frauenüberschuss. Die Alphabetisierungsrate lag bei 83,73 % im Jahr 2011. Knapp 82 % der Bevölkerung sind Hindus, ca. 16 % sind Muslime und ca. 2 % gehören einer anderen oder keiner Religion an. 10,0 % der Bevölkerung sind Kinder unter 6 Jahren.

## Infrastruktur
Die Stadt ist über Straße und Schiene mit den großen Städten des Landes verbunden. Nationale und staatliche Autobahnen, die durch die Stadt führen, sind National Highway 365A, State Highway 3 und 42. Der Bahnhof von Khammam befindet sich an der Strecke von Neu-Delhi nach Chennai.